# Navamuñana
Navamuñana es una localidad española del municipio abulense de Santiago del Collado, en la comunidad autónoma de Castilla y León.

## Historia
Hacia mediados del siglo XIX, la localidad, perteneciente ya por entonces al término municipal de Santiago del Collado, era descrita como un barrio y tenía unas 16 casas. Aparece descrita en el decimosegundo volumen del Diccionario geográfico-estadístico-histórico de España y sus posesiones de Ultramar de Pascual Madoz de la siguiente manera:

NAVAMUÑANA: barrio en la prov. de Avila, part. jud. de Piedrahita, térm. jurisd. y uno de los que componen el l. de Santiago del Collado, en cuyo pueblo estan incluidas las circunstancias de su localidad. pobl. y riqueza (V.): tiene sobre 16 casas.
(Madoz, 1849, p. 65)

En 2021 la localidad tenía 13 habitantes censados.